# Esmerdis
Esmerdis (en persa بردیا Bardiyā, también llamado Bardia o Bardija) fue un rey de Persia de la dinastía aqueménida (muerto en 523 a. C.), hijo menor de Ciro II y hermano de Cambises II, que también fueron monarcas.

## Nombre
Su nombre griego se ha impuesto al tradicional persa, debido en parte a las formas adaptadas al griego por los autores clásicos de esta cultura. Ctesias lo llama Tonyoxarces (Pers. 8); para Jenofonte, quien recoge su nombre de Ctesias, es Tanooxares (Cyrop. Vin. 7); Justino lo llama Mergis (i. 9); y Esquilo, Mardos (Pers. 774). El nombre Esmerdis o Smerdis aparece así escrito en los poemas de Anacreonte y Alceo.

## Biografía
Esmerdis era el hijo menor de Ciro II y hermano de Cambises II. De acuerdo con Ctesias, en su lecho de muerte Ciro lo designó como gobernador de las provincias orientales del imperio persa (cf. Jenofonte, Cyrop. Vin. 7). Según Heródoto y el propio Darío I, sucesor de Esmerdis (tal como Darío mandó grabar en la inscripción de Behistún), Cambises II, antes de partir en campaña contra Egipto, ordenó matar secretamente a su hermano Esmerdis, temiendo que pudiera intentar una rebelión durante su ausencia. 
Su muerte no fue conocida por el pueblo, por lo que en la primavera del año 523 a. C. un usurpador llamado Gaumata, fingiendo ser Esmerdis, se autoproclamó rey de Persia en las montañas cercanas a la ciudad de Pishiyauvda. Debido al gobierno despótico de Cambises y a su larga estancia en Egipto, el pueblo entero (persas, medos y el resto de las naciones del imperio) reconoció al usurpador, especialmente cuando este autorizó la bajada de los impuestos durante tres años (Heródoto, III. 68).
Una vez al corriente de estos hechos, Cambises emprendió la marcha desde Egipto contra el usurpador, pero al comprobar que no quedaban esperanzas para su causa, acabó suicidándose en la primavera de 523 a. C. Según Darío, el verdadero nombre del usurpador era Gaumata, un sacerdote mago de Media. Este nombre ha sido preservado por Justino (i. 9), pero adjudicado al hermano del usurpador, quien es señalado como el verdadero instigador de la intriga, y el cual recibe a su vez el nombre de Oropastes (Patizeithes según Heródoto; según Ctesias, Sphendadates o Esfendádates).
La historia del falso Esmerdis es narrada por Heródoto y Ctesias de acuerdo con la tradición oficial, recogida en la inscripción de Behistún. Antes de morir, Cambises confesó públicamente el asesinato de su hermano, por lo cual el fraude del usurpador que se hacía pasar por Esmerdis quedó al descubierto. Pero, como cuenta Darío, nadie se atrevió a oponerse al usurpador, quien gobernó todo el imperio durante siete meses. 
Algunos contratos que datan de su reinado han sido hallados en Babilonia, en los que aparece el nombre Barziya. La inscripción de Darío explica que el falso Esmerdis destruyó algunos templos (que Darío mandó reconstruir más tarde, durante su reinado), y trasladó las casas y rebaños de muchas gentes (inscripción de Behistún, i. 14), lo cual provocó un gran malestar entre los pueblos del imperio.
Desde entonces, el reinado de Gaumata fue considerado como de infausto recuerdo, y su muerte fue anualmente celebrada en Persia con una fiesta denominada El asesinato del mago, en la cual ningún mago tenía permiso para mostrarse como tal (Heródoto, ~ 79 Ctes. Pers. 15).
Al año siguiente de la caída del usurpador, otro pseudo-Esmerdis, llamado Vahyazdgta, se alzó contra Darío en Persia oriental. Al principio tuvo éxito. Sin embargo, fue derrotado, capturado y ejecutado (inscripción de Behistún, 40). Quizás se trate del personaje identificado como el rey Marafis el Marafiano (nombre de una tribu persa), quien es nombrado en la lista de reyes persas ofrecida por Esquilo (Pers. 778).
De acuerdo con Heródoto, Esmerdis tenía una hija llamada Parmis, la que posteriormente sería tomada en matrimonio por Darío.
| Predecesor: Cambises II | Gran Rey (Shah) de Persia 523 a. C. – 523 a. C.             | Sucesor: Darío I el Grande |
| Predecesor: Cambises II | Faraón de la Dinastía XXVII de Egipto 523 a. C. – 523 a. C. | Sucesor: Darío I el Grande |

- Datos: Q242267
- Multimedia: Smerdis / Q242267